# Komisariat Straży Celnej „Uzdowo”

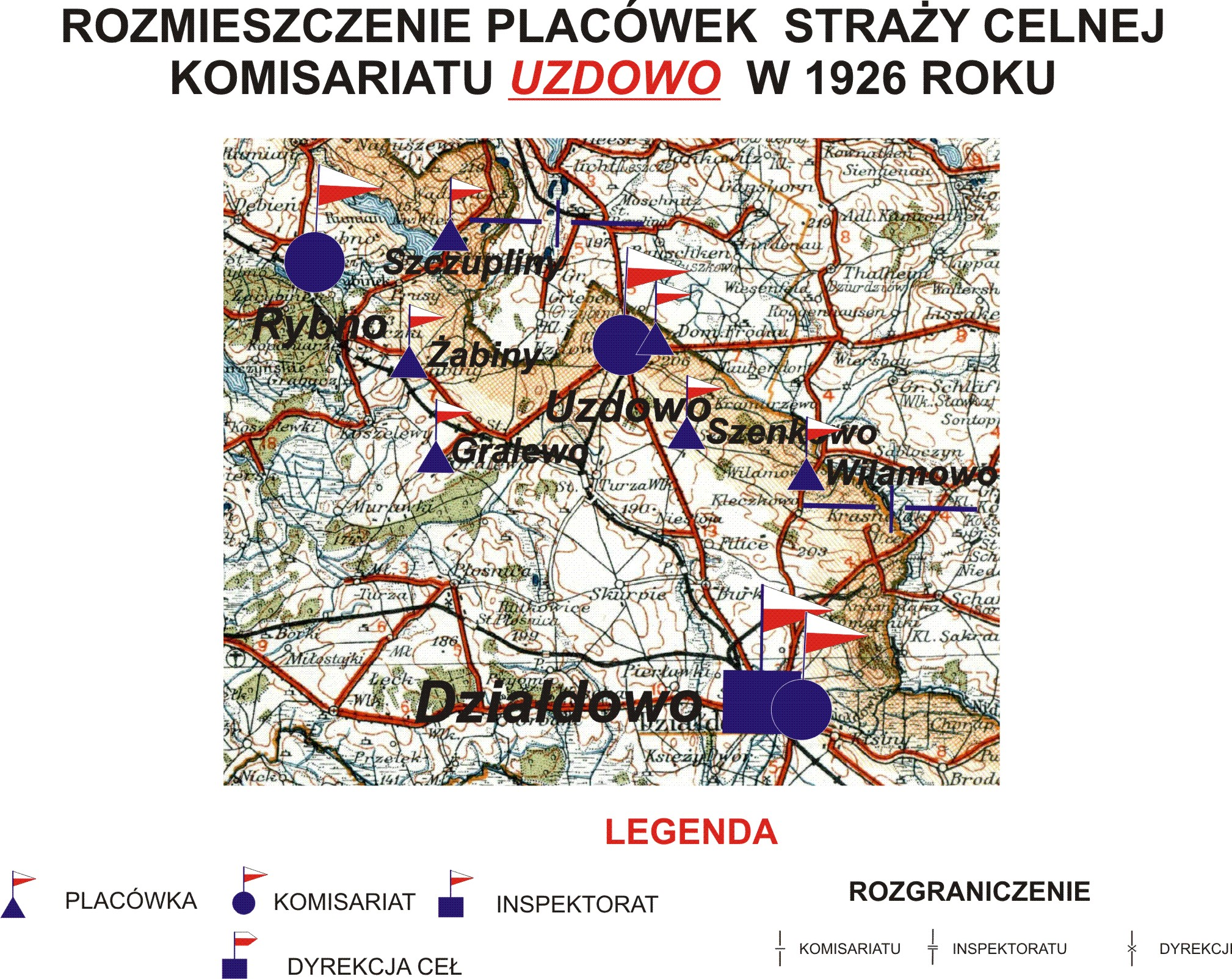
Rozmieszczenie placówek SC komisariatu "Uzdowo" w 1926 roku

Komisariat Straży Celnej „Uzdowo” – jednostka organizacyjna Straży Celnej pełniąca służbę ochronną na granicy polsko-niemieckiej w latach 1921–1928.

## Formowanie i zmiany organizacyjne
Na wniosek Ministerstwa Skarbu, uchwałą z 10 marca 1920 roku, powołano do życia Straż Celną. Od połowy 1921 roku jednostki Straży Celnej rozpoczęły przejmowanie odcinków granicy od pododdziałów Batalionów Celnych. Proces tworzenia Straży Celnej trwał do końca 1922 roku. Komisariat Straży Celnej „Uzdowo”, wraz ze swoimi placówkami granicznymi, wszedł w podporządkowanie Inspektoratu Straży Celnej „Działdowo”.
W drugiej połowie 1927 roku przystąpiono do gruntownej reorganizacji Straży Celnej. W praktyce skutkowało to rozwiązaniem tej formacji granicznej. Rozporządzeniem Prezydenta Rzeczypospolitej Polskiej Ignacego Mościckiego z 22 marca 1928 roku w jej miejsce powoływano z dniem 2 kwietnia 1928 roku Straż Graniczną.
Rozkazem nr 1 z 12 marca 1928 roku w sprawach organizacji Mazowieckiego Inspektoratu Okręgowego, Naczelny Inspektor Straży Celnej gen. bryg. Stefan Pasławski powołał komisariat Straży Granicznej „Działdowo” i „Hartowiec”, które przejęły ochronę granicy od rozwiązywanego komisariatu Straży Celnej. 
Rozkazem Inspektora Okręgowego z 2 kwietnia 1928, komisariat „Uzdowo” przekazał placówkę „Wilamowo, „Sękowo”, „Uzdowo” i „Gralewo” komisariatowi „Działdowo”, a komisariatowi „Rybno” placówek „Żabiny” i „Szczupliny” i uległ likwidacji.

## Służba graniczna
Sąsiednie komisariaty
- komisariat Straży Celnej „Działdowo” ⇔  komisariat Straży Celnej „Rybno” − 1926

## Funkcjonariusze komisariatu
Obsada personalna w 1926:
- kierownik komisariatu – komisarz Jan Bazarnik
- pomocnik kierownika komisariatu – starszy przodownik Alojzy Truchlin

## Struktura organizacyjna
Organizacja komisariatu w 1926 roku:
- komenda – Uzdowo
- placówka Straży Celnej „Szczupliny”
- placówka Straży Celnej „Żabiny”
- placówka Straży Celnej „Gralewo”
- placówka Straży Celnej „Uzdowo”
- placówka Straży Celnej „Sękowo”[a]
- placówka Straży Celnej „Wilamów”